# Russ Hodge
Russell « Russ » Arden Hodge (né le 9 septembre 1939 à Monticello) est un athlète américain, spécialiste du décathlon.

## Biographie
Le 24 juillet 1966, à Los Angeles, Russ Hodge établit un nouveau record du monde du décathlon avec 8 230 points (table de 1962), soit 8 120 pts à la table actuelle. Il se classe deuxième des Championnats des États-Unis en 1964, 1965, 1966, 1970 et 1971. Il termine neuvième des Jeux olympiques de 1964 et obtient la médaille d'argent des Jeux panaméricains de 1971

### Palmarès
| Date | Compétition        | Lieu  | Résultat | Performance |
| ---- | ------------------ | ----- | -------- | ----------- |
| 1964 | Jeux olympiques    | Tokyo | 9e       | 7 325 pts   |
| 1971 | Jeux panaméricains | Cali  | 2e       | 7 313 pts   |

### Records
| Épreuve   | Performance | Lieu     | Date            |
| --------- | ----------- | -------- | --------------- |
| Décathlon | 8 230 pts   | Honolulu | 21 février 1976 |